# Bauchiger Drachenkopf
Der Bauchige Drachenkopf (Dracocephalum bullatum) ist eine Pflanzenart aus der Gattung der Drachenköpfe (Dracocephalum) in der Familie der Lippenblütler (Lamiaceae).

## Beschreibung
Der Bauchige Drachenkopf ist eine ausdauernde, krautige Pflanze, die Wuchshöhen zwischen 10 und 25 Zentimetern erreicht. Die Unterseite der Blätter ist purpurn.
Die Blütezeit reicht von Mai bis Juli.

## Verbreitung
Die Art kommt in der chinesischen Provinz Yunnan in Kalkgebirgen auf steinigen Alluvionen in Höhenlagen von 3000 bis 4500 Meter vor.

## Nutzung
Der Bauchige Drachenkopf wird selten als Zierpflanze für Steingärten genutzt.